# Рыжно
Рыжно — деревня в составе Сорогожского сельского поселения в Лесном муниципальном округе Тверской области.
Расположена примерно в 181 км (по шоссе) на север от Твери около села Алексейково, высота центра селения над уровнем моря — 164 м.
Рядом с деревней протекает река Застижье (Рыженка).

## Население
| 2010 |
| ---- |
| 6    |

## История
До революции деревня Рыжно при речке Застижке относилась к 1 полицейскому стану Вышневолоцкого уезда Тверской губернии. На 1859 год во владельческой деревне Рыжно числилось 15 дворов, 59 мужчин и 78 женщин.
Недалеко от деревни есть несколько сопок (курганов).

В 300 саж. отъ деревни Рыжное, Сорогожскаго прихода, на возвышенномъ лѣвомъ берегу р. Иловицы есть семь сопокъ, имѣющихъ форму усѣченнаго конуса; шесть изъ нихъ расположены тѣснѣе, группою, а одна отстоить отъ нихъ на 90 сажень.
<…>
На верху этихъ сопокъ небольшія площадки. Первая сопка была раскопана на 1½ сажени глубины, но ничего не найдено, на верху второй также есть небольшое углубленіе. (Свящ. с. Сорогожскаго о. Смердынскій).
Парьевское волостное правленіе близъ дер. Рыжна и р. Иловцы насчитываеть только четыре сопки. Приставъ Гриневъ говорить только о трехъ сопкахъ при этой деревнѣ. (0 кург и город., стр. 100; Матер. Акад. Худож., сообщ. Гринева).
— В. А. Плетнёв «Об остатках древности и старины в Тверской губернии: К археол. карте губ.»